# Rotunda dos Pastorinhos

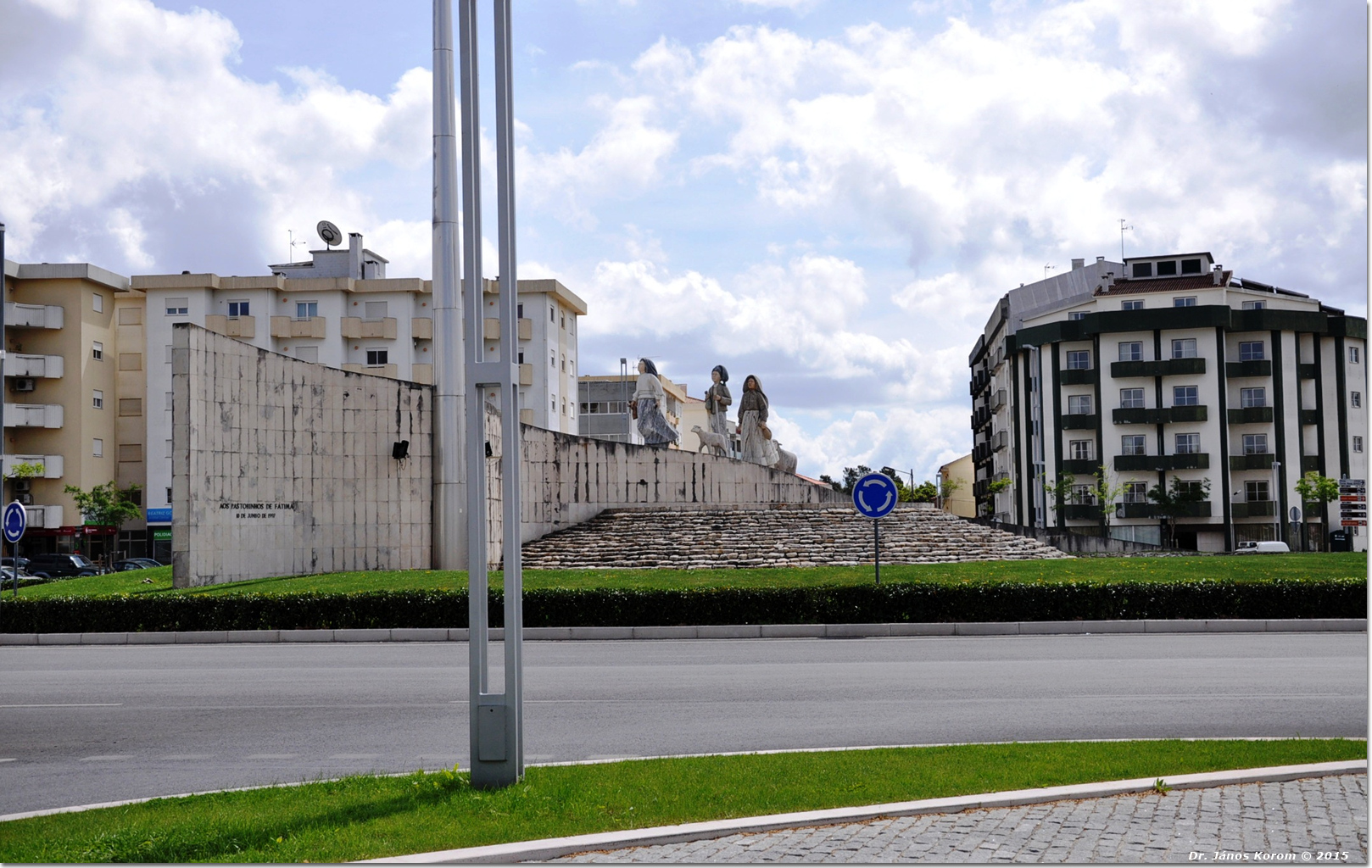
Vista geral da Rotunda dos Pastorinhos onde se inicia a avenida homónima em Fátima.

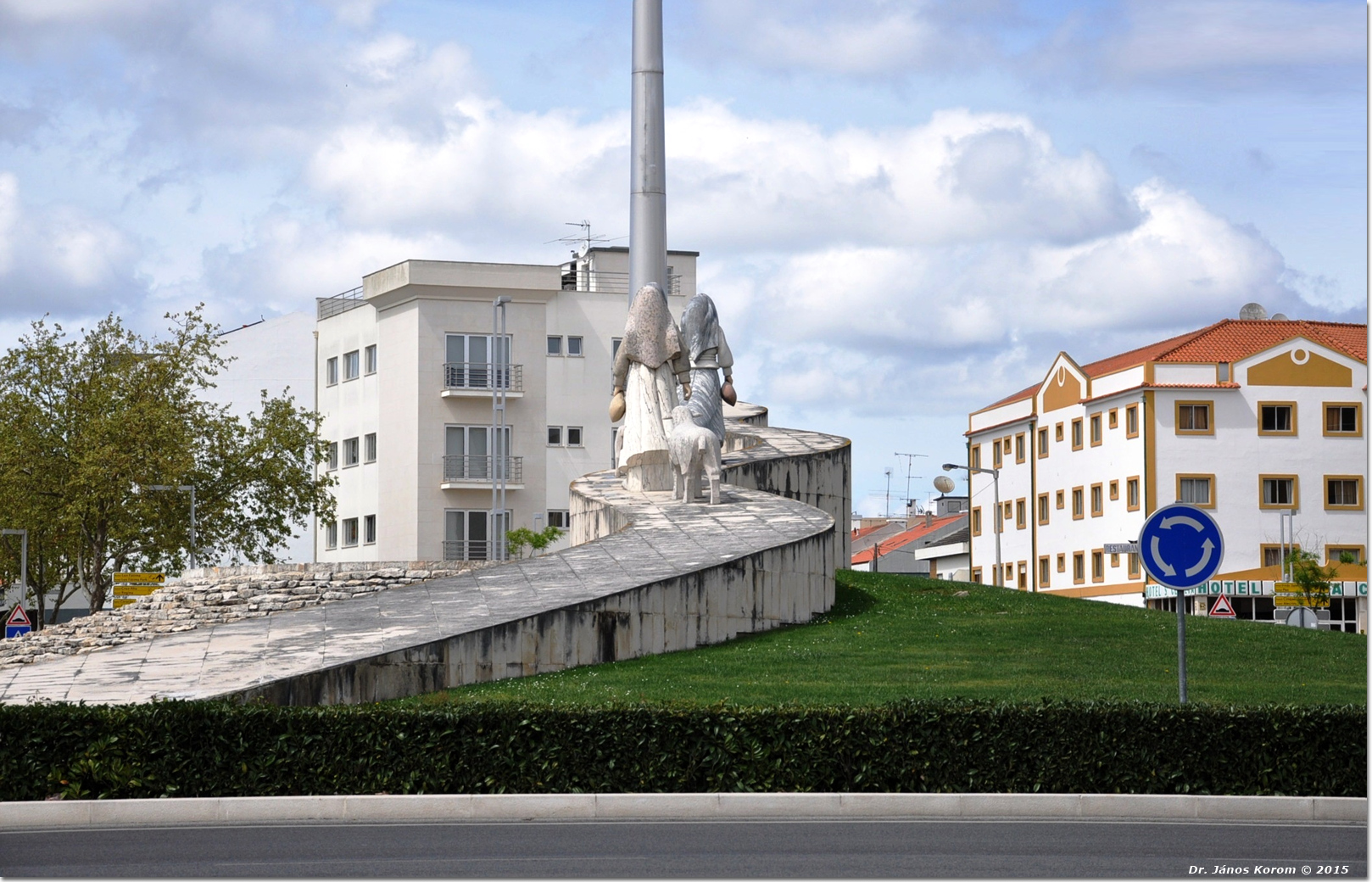
O monumento da Rotunda dos Pastorinhos visto a partir da Avenida dos Pastorinhos.

A Rotunda dos Pastorinhos (ou Rotunda Sul) é uma das principais rotundas da cidade de Fátima, em Portugal. Pertence ao lugar da Cova da Iria, a zona nobre da cidade de Fátima e da região do Centro, onde, na atualidade, existem numerosos conventos, hotéis e condomínios de luxo.
Resultante de uma renomeação de toponímia efetuada à antiga Rotunda de Santa Teresa de Ourém, e ligando esta à atual Avenida dos Pastorinhos, esta rotunda encontra-se no lado sul da Cova da Iria e dá acesso pedestre e rodoviário aos milhares de peregrinos que se dirigem ao Santuário de Fátima, assim como à aldeia de Aljustrel e aos locais de aparições do Anjo da Paz e de Nossa Senhora nos Valinhos.